# Горелая (гора, Мурманск)
Горелая — гора (сопка), находящаяся в городской черте города Мурманск. С юга расположен район Северное Нагорное, а с запада — Кольский залив и нефтебаза. Высота горы Горелой составляет 253,6 метров. Гора не является самой высокой сопкой в городской черте (самая высокая расположена на восточной окраине города, высотой 305 метров).
На горе находится предположительно протосаамский памятник «Вороний камень».
На вершине горы Горелой расположены антенные поля сотовых операторов и радиорелейных станций, а также строящийся метеорадар. 
С вершины можно наблюдать побережье Кольского залива от города Колы до Полярного.
Летом мурманчане собирают на Горелой горе грибы и ягоды.